# Calcul hétérogène

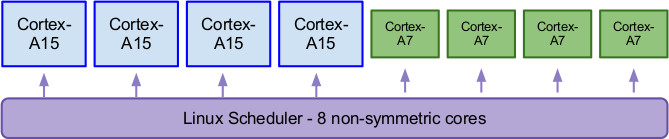
Schéma du calcule hétérogène.

Le terme Calcul hétérogène désigne certains types de systèmes informatiques utilisant plus d'un seul type de processeur. On peut par exemple citer des systèmes qui proposent des gains substantiels de performance en variant les types de processeurs, en incorporant des processeurs possédant des capacités à traiter efficacement certaines taches.